# الكسرة (الأنبار)
الكسرة وهي ناحية تقع غرب العراق ضمن محافظة الانبار بين مدينة النخيب ومنطقة 160 كم، اغلب سكانها من عشيرة العمارات من عنزة.